# Distretto di Chae Hom
Il distretto di Chae Hom (in thailandese: แจ้ห่ม) è un distretto (amphoe) della Thailandia, situato nella provincia di Lampang.